# Aricent
A Aricent foi uma empresa global de serviços de design e engenharia. 
Sucedeu à Hughes Software Systems - subsidiária da Hughes Electronics criada em 1991 -, contando com financiamento da Sequoia Capital.
Em 2018, a Aricent foi adquirida pela francesa Altran e, em abril de 2019, passou a se chamar Altran North America,  sendo novamente renomeada no início de 2020 para Altran Americas. 
Ainda em 2019, a Capgemini anunciou planos de adquirir o Grupo Altran,  o que realmente aconteceu em abril de 2020, quando a maioria dos funcionários do Altran (incluindo a maioria dos ex-funcionários da Aricent) foi incorporada à Capgemini Engineering.
A Aricent era conhecida principalmente pelo desenvolvimento software de telecomunicações para as gigantes do setor, como Cisco Systems, Juniper Networks, Nokia Networks, Oracle, Alcatel-Lucent Enterprise e Nortel.